# نيسرية عضة الحيوانات
نيسرية عضة الحيوانات (الاسم العلمي:Neisseria zoodegmatis) هي نوع من البكتيريا تتبع جنس النيسرية من فصيلة نظيرات النيسرية.